# 谢尔滕
谢尔滕（德语：Schelten；法語：La Scheulte）是瑞士的城鎮，位於該國中西部，由伯恩州負責管轄，面積5.56平方公里，六成土地是森林，海拔高度746米，2011年人口39，人口密度每平方公里7人。